# Binduri

Binduri är en ort i nordöstra Ghana. Den är huvudort för distriktet Binduri, och folkmängden uppgick till 2 110 invånare vid folkräkningen 2010.